# Ulhówek (gemeente)
De gemeente Ulhówek is een landgemeente in het Poolse woiwodschap Lublin, in powiat Tomaszowski.
De zetel van de gemeente is in Ulhówek.
Op 30 juni 2004 telde de gemeente 5300 inwoners.

## Oppervlakte gegevens
In 2002 bedroeg de totale oppervlakte van gemeente Ulhówek 146,55 km², waarvan:
- agrarisch gebied: 86%
- bossen: 7%

De gemeente beslaat 119,85% van de totale oppervlakte van de powiat.

## Demografie
Stand op 30 juni 2004:
| Omschrijving                   | Totaal | Totaal | Vrouwen | Vrouwen | Mannen | Mannen |
| ------------------------------ | ------ | ------ | ------- | ------- | ------ | ------ |
| eenheid                        | aantal | %      | aantal  | %       | aantal | %      |
| inwoners                       | 5300   | 100    | 2656    | 50,1    | 2644   | 49,9   |
| bevolkingsdichtheid (inw./km²) | 36,2   | 36,2   | 18,1    | 18,1    | 18     | 18     |

In 2002 bedroeg het gemiddelde inkomen per inwoner 1982,07 zł.

## Administratieve plaatsen (sołectwo)
Budynin, Dębina, Dębina-Osada, Dyniska, Hubinek, Korczmin, Korczmin-Osada, Krzewica, Machnówek, Magdalenka, Oserdów, Podlodów, Rokitno, Rzeczyca, Rzeplin, Rzeplin-Osada, Szczepiatyn, Szczepiatyn-Osada, Tarnoszyn, Ulhówek (2 sołectwa), Wasylów, Wasylów Wielki, Żerniki.

## Overige plaatsen
Bocianówka, Haj, Kąt, Kąty, Kolonia Hubinek, Kolonia Rzeczyca, Kolonia Rzeplin, Kolonia Ulhówek, Kolonia Żerniki, Korea, Mogiła, Ostrów, Pod Brodem, Podlipy, Posadów, Przymiarki, Rechulówka, Rynek, Sidorówka, Suszek, Turyna, Wandzin, Wólka, Wygon, Zachajek.

## Aangrenzende gemeenten
Dołhobyczów, Jarczów, Lubycza Królewska, Łaszczów, Telatyn. De gemeente grenst aan Oekraïne.

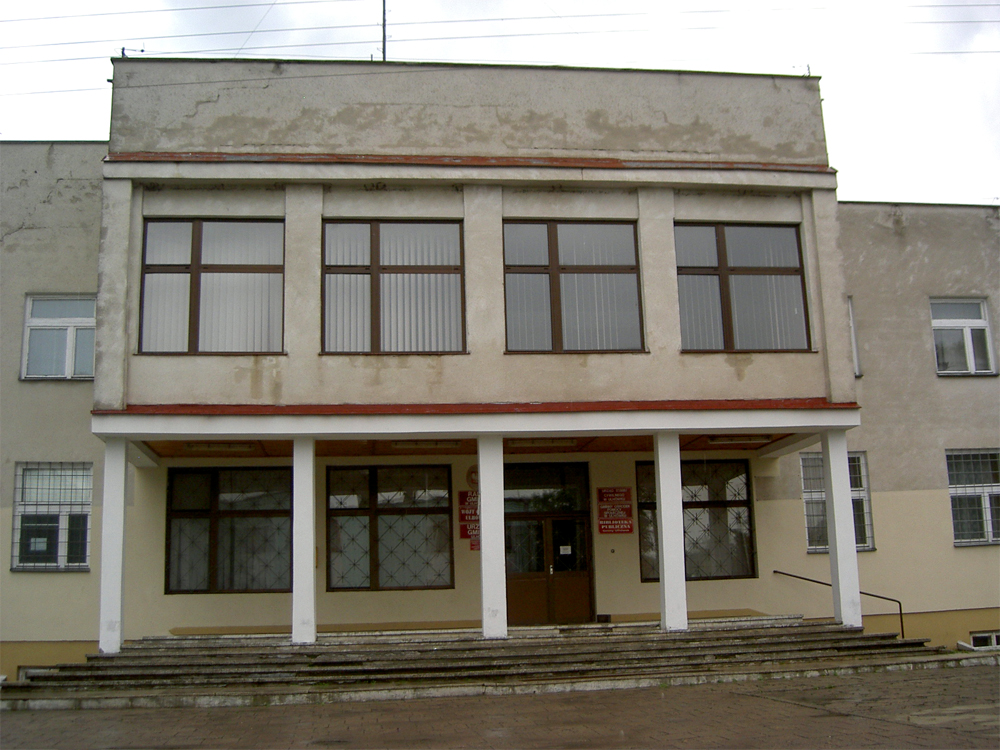